# Naja'atu Bala Muhammad
Naja'tu Bala Muhammad (sinh năm 1956) là một chính trị gia người Nigeria. Bà là người phụ nữ đầu tiên giành được ghế Thượng viện tại bang Kano (Ghế thượng nghị sĩ Kano ở quận trung tâm). Bà cũng là một trong những phụ nữ đầu tiên từng giữ chức chủ tịch Hội sinh viên quốc gia Nigeria tại Đại học Ahmadu Bello, Zaria (ABU) và cũng là nữ Phó chủ tịch đầu tiên của Hiệp hội sinh viên quốc gia Nigeria (NANS).

## Cuộc sống ban đầu và giáo dục
Muhammad sinh năm 1956, tại Thành phố trung tâm Kano trong gia đình Alhaji Ali Abdullahi, người tình cờ là một nhà xã hội chủ chốt và là một trong những người đương thời của Mallam Aminu Kano trong Liên minh Tiến bộ Yếu tố phương Bắc (NEPU). Muhammad học tiểu học tại trường tư thục St. Louis, Kano và đến trường trung học WTC ở Kano. Bà có bằng cử nhân lịch sử tại Đại học Ahmadu Bello, Zaria.

## Cá nhân
Muhammed là góa phụ của Tiến sĩ Bala Muhammed, cố vấn chính trị cho Thống đốc Cộng hòa thứ hai Mallam Abubakar Rimi. Chồng bà đã bị sát hại 28 năm trước bởi một đám đông gây ra một cơn thịnh nộ sau khi Mallam Muhammadu Abubakar Rimi ban hành Tiểu vương quốc Kano, Ado Bayero một truy vấn.